# マルロン・モラエス
マルロン・モラエス（Marlon Moraes、1988年4月26日 - ）は、ブラジルの男性元総合格闘家。リオデジャネイロ州ノバフリブルゴ出身。アメリカ合衆国パームビーチ在住。アメリカン・トップチーム/タイガームエタイ所属。元WSOF世界バンタム級王者。

## 来歴
7歳の時にムエタイ、15歳の時にブラジリアン柔術を始めた。

### WSOF
2012年11月3日、WSOF初参戦となったWSOF 1で元WEC世界バンタム級王者ミゲール・トーレスとの対戦し2-1の判定勝ち。

#### WSOF王座獲得
2014年3月29日、WSOF 9のWSOF世界バンタム級王座決定戦でジョシュ・レッティングハウスと対戦し、3-0の5R判定勝ち。王座獲得に成功した。
2016年7月30日、WSOF 32のWSOF世界バンタム級タイトルマッチで挑戦者ジョシュ・ヒルと再戦し、右ハイキックで2RKO勝ち。4度目の王座防衛に成功した。
2016年12月31日、WSOF 34のWSOF世界バンタム級タイトルマッチでジョゼナウド・シウバと対戦し負傷TKO勝ち。5度目の王座防衛に成功した。
2017年1月3日、WSOF世界バンタム級王座を返上して、フリーエージェントとなった。

### UFC
2017年4月13日、UFCと契約した。
2017年6月3日、UFC初戦となったUFC 212でバンタム級ランキング3位のハファエル・アスンソンと対戦し、1-2の判定負け。
2017年11月11日、UFC Fight Night: Poirier vs. Pettisでバンタム級ランキング8位のジョン・ドッドソンと対戦し、2-1の判定勝ち。
2017年12月9日、UFC Fight Night: Swanson vs. Ortegaでバンタム級ランキング8位のアルジャメイン・スターリングと対戦し、1Rにタックルを仕掛けたスターリングにカウンターの左膝蹴りで失神KO勝ち。パフォーマンス・オブ・ザ・ナイトを受賞した。
2018年6月1日、UFC Fight Night: Rivera vs. Moraesでバンタム級ランキング4位のジミー・リベラと対戦し、開始左ハイキックでダウンを奪いパウンドで開始33秒のKO勝ち。パフォーマンス・オブ・ザ・ナイトを受賞した。
2019年2月2日、UFC Fight Night: Assunção vs. Moraes 2でバンタム級ランキング3位のハファエル・アスンソンと再戦し、ギロチンチョークで1R一本勝ち。パフォーマンス・オブ・ザ・ナイトを受賞し、リベンジに成功した。
2019年6月8日、UFC 238: Cejudo vs. MoraesのUFC世界バンタム級王座決定戦でフライ級王者のヘンリー・セフードと対戦。序盤は打撃戦で優勢に試合を進めたものの、スタミナ切れを起こしたところを巻き返されて3RにパウンドでTKO負け。王座獲得に失敗した。
2019年12月14日、UFC 245で元UFC世界フェザー級王者のジョゼ・アルドと対戦し、2-1の判定勝ち。
2020年10月11日、UFC Fight Night: Moraes vs. Sandhagenでバンタム級ランキング4位のコーリー・サンドヘイゲンと対戦し、右スピニングバックキックで2RTKO負け。
2020年12月19日、UFC Fight Night: Thompson vs. Nealでバンタム級ランキング11位のロブ・フォントと対戦し、右アッパーでダウンを奪われパウンドで1RTKO負け。
2021年9月25日、UFC 266でバンタム級ランキング11位のメラブ・ドバリシビリと対戦。1Rに左フックでぐらつかせ追撃の左フックでダウンを奪うも、直後にテイクダウンを奪われパウンドで巻き返さると、2R序盤に再びテイクダウンを奪われパウンドを受け続けてTKO負け。
2022年3月12日、UFC Fight Night: Santos vs. Ankalaevでバンタム級ランキング14位のソン・ヤドンと対戦し、右アッパーで1RKO負け。4連敗となった。
2022年4月13日、総合格闘技からの引退を発表。

## 戦績
| 総合格闘技 戦績 | 総合格闘技 戦績 | 総合格闘技 戦績 | 総合格闘技 戦績 | 総合格闘技 戦績 | 総合格闘技 戦績 | 総合格闘技 戦績 |
| --------------- | --------------- | --------------- | --------------- | --------------- | --------------- | --------------- |
| 37 試合         | (T)KO           | 一本            | 判定            | その他          | 引き分け        | 無効試合        |
| 23 勝           | 10              | 6               | 6               | 0               | 1               | 0               |
| 13 敗           | 10              | 2               | 1               | 0               | 1               | 0               |

| 勝敗 | 対戦相手                         | 試合結果                                         | 大会名                                                             | 開催年月日     |
|      | レイ・ボーグ                     | 試合前                                           | GFL 1                                                              | 2025年5月24日  |
| ×    | ガブリエル・アウベス・ブラガ     | 1R 3:02 KO（右ストレート→パウンド）              | PFL 4                                                              | 2023年6月8日   |
| ×    | ブレンダン・ラウネーン           | 2R 1:11 TKO（右ローキック）                      | PFL 1                                                              | 2023年4月1日   |
| ×    | シェイモン・モラエス             | 3R 0:58 TKO（右フック→パウンド）                 | PFL 10                                                             | 2022年11月25日 |
| ×    | ソン・ヤドン                     | 1R 2:06 KO（右アッパー）                         | UFC Fight Night: Santos vs. Ankalaev                               | 2022年3月12日  |
| ×    | メラブ・ドバリシビリ             | 2R 4:25 TKO（パウンド）                          | UFC 266: Volkanovski vs. Ortega                                    | 2021年9月25日  |
| ×    | ロブ・フォント                   | 1R 3:47 TKO（右アッパー→パウンド）               | UFC Fight Night: Thompson vs. Neal                                 | 2020年12月19日 |
| ×    | コーリー・サンドヘイゲン         | 2R 1:03 TKO（右スピニングバックキック→パウンド） | UFC Fight Night: Moraes vs. Sandhagen                              | 2020年10月11日 |
| ○    | ジョゼ・アルド                   | 5分3R終了 判定2-1                                | UFC 245: Usman vs. Covington                                       | 2019年12月14日 |
| ×    | ヘンリー・セフード               | 3R 4:51 TKO（パウンド）                          | UFC 238: Cejudo vs. Moraes 【UFC世界バンタム級王座決定戦】         | 2019年6月8日   |
| ○    | ハファエル・アスンソン           | 1R 3:17 ギロチンチョーク                         | UFC Fight Night: Assunção vs. Moraes 2                             | 2019年2月2日   |
| ○    | ジミー・リベラ                   | 1R 0:33 KO（左ハイキック→パウンド）              | UFC Fight Night: Rivera vs. Moraes                                 | 2018年6月1日   |
| ○    | アルジャメイン・スターリング     | 1R 1:07 KO（左膝蹴り）                           | UFC Fight Night: Swanson vs. Ortega                                | 2017年12月9日  |
| ○    | ジョン・ドッドソン               | 5分3R終了 判定2-1                                | UFC Fight Night: Poirier vs. Pettis                                | 2017年11月11日 |
| ×    | ハファエル・アスンソン           | 5分3R終了 判定1-2                                | UFC 212: Aldo vs. Holloway                                         | 2017年6月3日   |
| ○    | ジョゼナウド・シウバ             | 1R 2:30 TKO（膝蹴り）                            | WSOF 34: Gaethje vs. Firmino 【WSOF世界バンタム級タイトルマッチ】  | 2016年12月31日 |
| ○    | ジョシュ・ヒル                   | 2R 0:38 KO（右ハイキック→パウンド）              | WSOF 32: Moraes vs. Hill 2 【WSOF世界バンタム級タイトルマッチ】    | 2016年7月30日  |
| ○    | ジョセフ・バラハス               | 1R 1:13 TKO（ローキック）                        | WSOF 28: Moraes vs. Barajas 【WSOF世界バンタム級タイトルマッチ】   | 2016年2月20日  |
| ○    | シェイモン・モラエス             | 3R 3:46 リアネイキッドチョーク                   | WSOF 22: Palhares vs. Shields 【WSOF世界バンタム級タイトルマッチ】 | 2014年9月13日  |
| ○    | ジョシュ・ヒル                   | 5分5R終了 判定3-0                                | WSOF 18: Moraes vs. Hill 【WSOF世界バンタム級タイトルマッチ】      | 2015年2月12日  |
| ○    | コーディ・ボリンジャー           | 2R 1:35 リアネイキッドチョーク                   | WSOF 13: Moraes vs. Bollinger                                      | 2014年9月13日  |
| ○    | ジョシュ・レッティングハウス     | 5分5R終了 判定3-0                                | WSOF 9: Carl vs. Palhares 【WSOF世界バンタム級王座決定戦】         | 2014年3月29日  |
| ○    | カーソン・ビービー               | 1R 0:32 KO（右フック→パウンド）                  | WSOF 6: Burkman vs. Carl                                           | 2013年10月26日 |
| ○    | ブランドン・ヘンプマン           | 5分3R終了 判定3-0                                | WSOF 4: Spong vs. DeAnda                                           | 2013年8月10日  |
| ○    | タイソン・ナム                   | 1R 2:55 KO（パウンド）                           | WSOF 2: Arlovski vs. Johnson                                       | 2013年3月23日  |
| ○    | ミゲール・トーレス               | 5分3R終了 判定2-1                                | WSOF 1: Arlovski vs. Cole                                          | 2012年11月3日  |
| ○    | ジャロッド・カード               | 1R 0:47 KO（パンチ連打）                         | XFC 17: Apocalypse                                                 | 2012年4月13日  |
| ○    | クリス・マヌエル                 | 5分3R終了 判定3-0                                | XFC 15: Tribute                                                    | 2011年12月2日  |
| ×    | デイヴィダス・タウロセヴィチュス | 1R 2:34 肩固め                                   | Ring of Combat 38 【ROCフェザー級タイトルマッチ】                  | 2011年11月18日 |
| ×    | ラルフ・アコスタ                 | 2R 3:03 リアネイキッドチョーク                   | WEF 46                                                             | 2011年4月22日  |
| ○    | ライアン・ビクスラー             | 1R 1:44 V1アームロック                           | RMMA 20: Clash at the Casino                                       | 2011年4月8日   |
| ○    | ニコラス・ジョーンズ             | 1R 3:49 リアネイキッドチョーク                   | Shoot & Sprawl 2                                                   | 2010年10月2日  |
| △    | サンドロ・チャイナ               | 5分3R終了 判定0-0                                | Dojo Combat 1                                                      | 2010年4月17日  |
| ○    | アンドレ・ルベルテ               | 1R 3:35 TKO（ハイキック）                        | Shooto Brazil 10                                                   | 2009年1月17日  |
| ×    | ゼイウトン・ホドリゲス           | 1R 1:45 TKO（パンチ連打）                        | Shooto Brazil 7                                                    | 2008年6月28日  |
| ×    | アレクサンドル・ピンヘイロ       | 1R 2:58 TKO（パンチ）                            | Shooto Brazil 6                                                    | 2008年4月18日  |
| ○    | ホセ・ルーカス・デ・メロ         | 1R 0:25 TKO（パンチ連打）                        | MMA Sports Combat 2                                                | 2008年3月15日  |
| ○    | ブルーノ・サンタナ               | 1R リアネイキッドチョーク                        | Desafio: Brazil Fight Center 2                                     | 2007年4月14日  |

## 獲得タイトル
- 初代WSOF世界バンタム級王座（2014年）

## 表彰
- UFC パフォーマンス・オブ・ザ・ナイト（3回）